# Hold It, Don't Drop It
"Hold It, Don't Drop It" je pjesma američke R&B pjevačice Jennifer Lopez s njenog šestog studijskog albuma  Brave. Objavljena je 25. rujna 2007. kao drugi singl s istog. Pjesmu su napisali Kevin Risto, Waynne Nugent, Jennifer Lopez, Allen Phillip Lees, Tawana Dabney, Janet Sewell, Cynthia Lissette, Dennis Lambert i Brian Potter, a producent je Midi Mafia.
Singl je bio manji hit na top listama singlova. U SAD-u je singl dospio do broja 1 na tamošnjoj top listi dance singlova. Pjesma je snimljena 2006. godine u The Record Plant u Los Angelesu. Pjesma samplira pjesmu "It Only Takes a Minute" sastava Travers.